# 1546
- Wikisource

| Calendário gregoriano                                                        | 1546 MDXLVI                                          |
| Ab urbe condita                                                              | 2299                                                 |
| Calendário arménio                                                           | 995 – 996                                            |
| Calendário bahá'í                                                            | -298 – -297                                          |
| Calendário budista                                                           | 2090                                                 |
| Calendário chinês                                                            | 4242 – 4243 Início a 31 de janeiro (aproximadamente) |
| Calendário copta                                                             | 1262 – 1263                                          |
| Calendário etíope                                                            | 1538 – 1539                                          |
| Calendários hindus - Vikram Samvat - Calendário nacional indiano - Cáli Iuga | 1601 – 1602 1467 – 1468 4646 – 4647                  |
| Calendário Holoceno                                                          | 11546                                                |
| Calendário islâmico                                                          | 953 – 954                                            |
| Calendário judaico                                                           | 5306 – 5307                                          |
| Calendário persa                                                             | 924 – 925                                            |
| Calendário rúnico                                                            | 1796                                                 |
| Calendário solar tailandês                                                   | 2089                                                 |

1546 (MDXLVI, na numeração romana) foi um ano comum do século XVI do Calendário Juliano, da Era de Cristo, a sua letra dominical foi C (52 semanas), teve início a uma sexta-feira e terminou também a uma sexta-feira.
| Ano completo                       |
| ---------------------------------- |
| Ano comum com início à sexta-feira |

## Eventos
- 1 de Abril - Criação da Vila da Praia na ilha Graciosa, Açores.
- 2 de Abril - Elevação da Vila de Ponta Delgada, ilha de São Miguel, Açores à categoria de cidade.

## Nascimentos

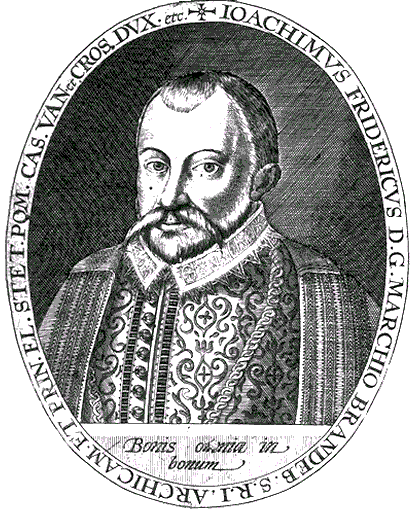
Joachim Friedrich, Eleitor de Brandenburgo (1546-1608): retrato de Johann Bussemacher.

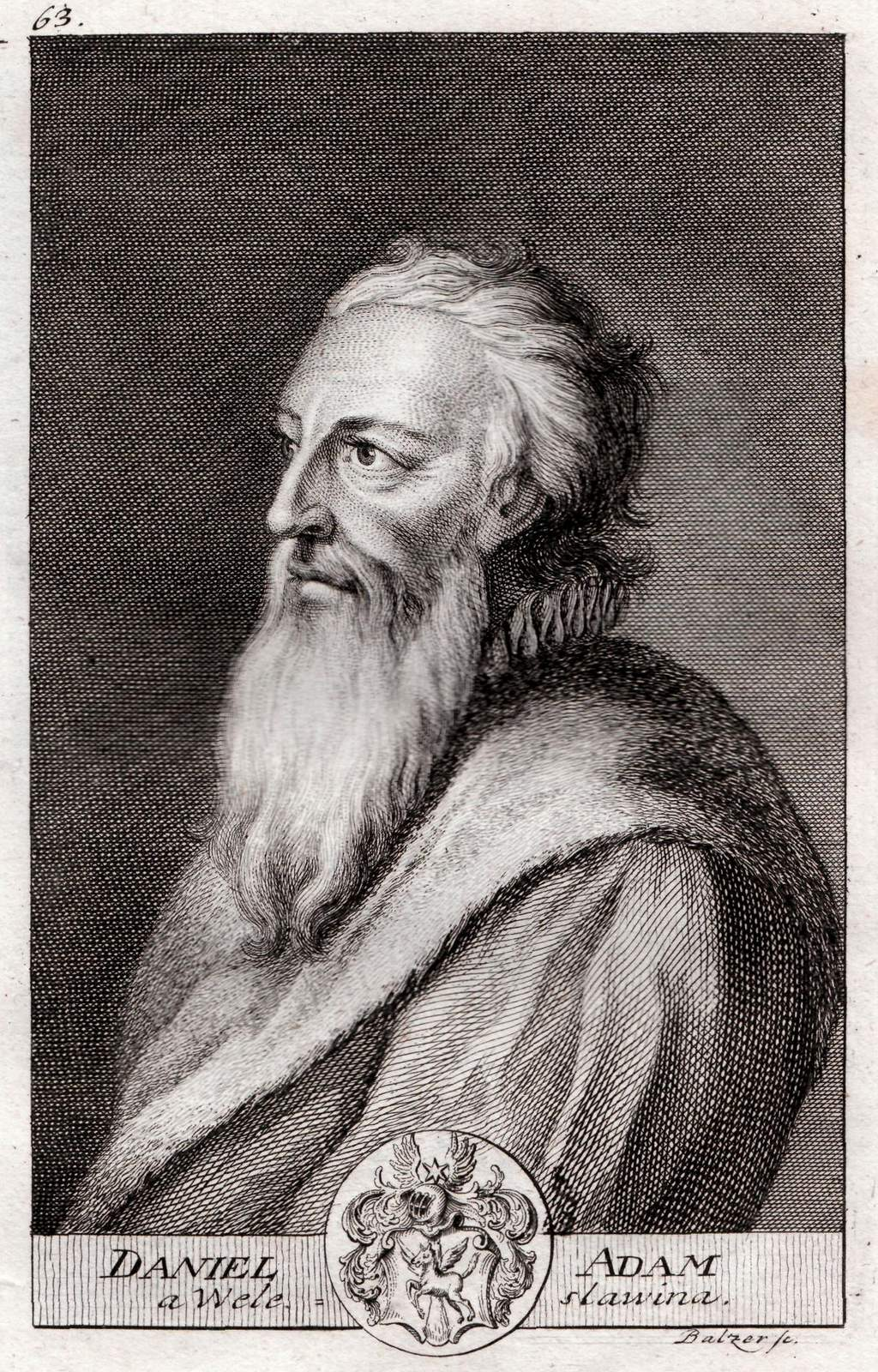
Daniel Adam z Veleslavína
Gravura de Johann Balzer (1772)

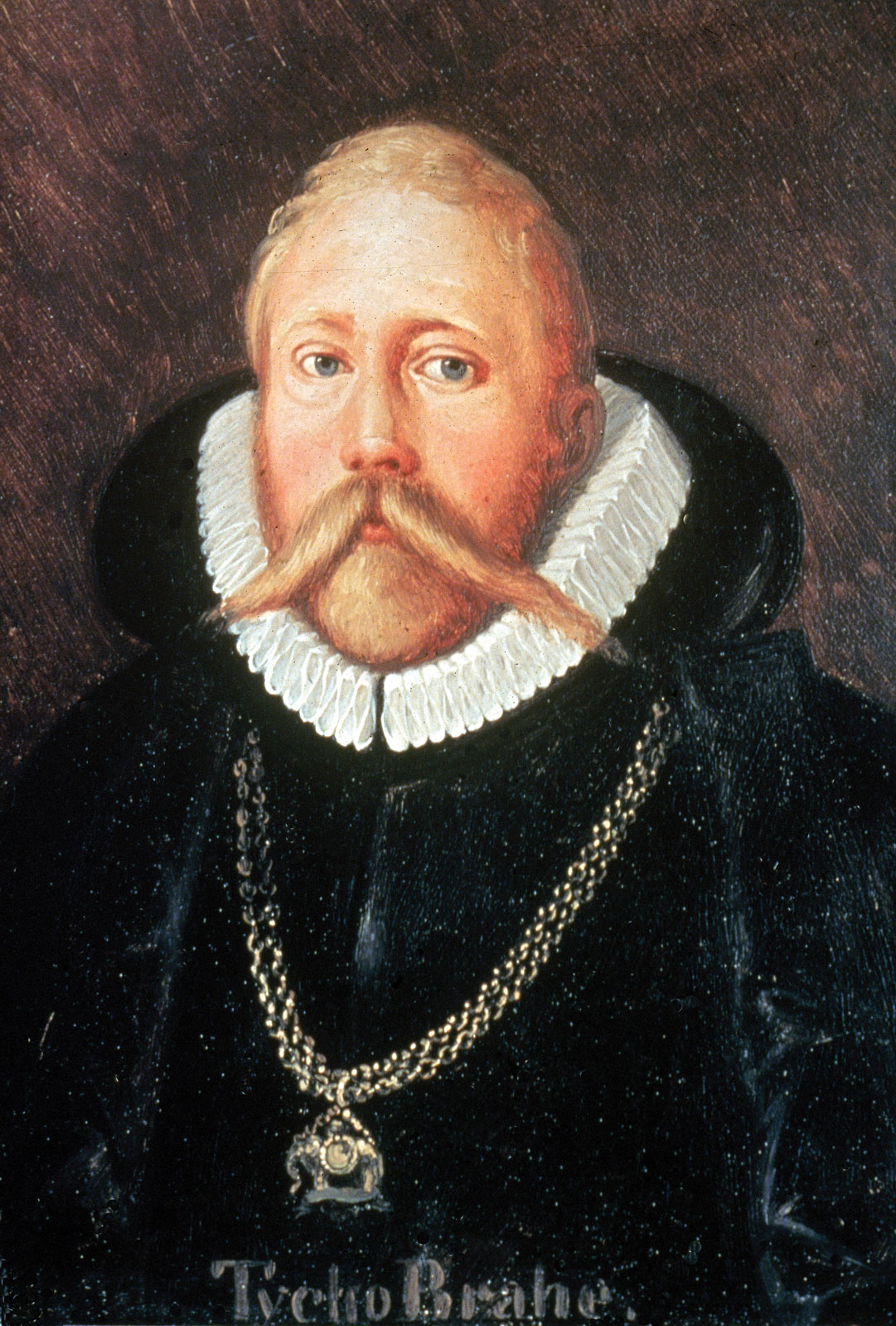
Tycho Brahe (1546-1601)

- - 10 de Janeiro - Erhard Cell, historiador e filólogo alemão (m. 1606).
  - 19 de Janeiro - Heinrich Keppler, pai do astrônomo alemão Johannes Kepler (1571-1630) (m. 1590).
  - 27 de Janeiro - Joachim Friedrich, Eleitor de Brandenburgo, (m. 1608).
  - 03 de Fevereiro - Friedrich I, Conde de Salm, (m. 1608).
  - 04 de Fevereiro - Iacobus Monavius, Jakob Monau, jurista, filólogo e reformador alemão (m. 1603).
  - 11 de Fevereiro - Philipp Eduard Fugger, Barão de Kirchberg e Weissenhorn (m. 1618).
  - 14 de Fevereiro - Johannes Pistorius, O Jovem, médico, historiador e teólogo alemão (m. 1608).
  - 28 de Fevereiro - Cristina, Princesa de Holstein-Gottorp, (m. 1618).
  - 14 de Março - Johann Freymonius, Johann Wolfgang Freymon von Randeck,  jurista e político alemão (m. 1610).
  - 20 de Março - Baha ad-Din Muhammad ibn Husayn al-Amili, também conhecido como Shaykh Baha'i, teólogo, matemático e astrônomo iraniano de origem síria (m. 1622).
  - 21 de Março - Bartholomäus Spranger, pintor e aquafortista flamengo (m. 1611).
  - 27 de Março - Johannes Piscator, teólogo, reformador e professor universitário alemão (m. 1625).
  - 29 de Março - Anne d'Escars de Givry, cardeal francês (m. 1612).
  - 12 de Abril - Eva, Condessa de Castell,  (m. 1570).
  - 21 de Abril - Arcangelo Crivelli, filósofo, historiador e político italiano (m. 1617).
  - 05 de Maio - Petrus Wesenbeck, jurista alemão (m. 1603).
  - 08 de Maio - Eric Svantesson Sture Natt Och Dag, fidalgo sueco (m. 1567).
  - 12 de Maio - Pancratius Crüger, nome verdadeiro Pancraz Krüger, humanista e pedagogo alemão (m. 1614).
  - 12 de Junho - Pierre D'Argent, O Jovem, pintor francês (m. 1620).
  - 14 de Junho - Wolfgang, Conde de Hohenlohe-Neuenstein-Weikersheim, (m. 1610).
  - 24 de Junho - Robert Parsons, jesuíta, missionário e controversista inglês (m. 1610).
  - 29 de Junho - Philipp, Conde de Solms-Laubach, (m. 1556).
  - 29 de Junho - Dorotéia da Dinamarca, filha do rei Cristiano III da Dinamarca (m. 1617).
  - 04 de Julho - Murade III, (m. 1595).
  - 05 de Julho - Johannes Steuerlein, organista, poeta e compositor alemão (m. 1613).
  - 12 de Julho - Arnold II, Conde de Manderscheid-Blankenheim, (m. 1614).
  - 27 de Julho - Ottilia de Nassau-Weilburg, filha de Ludwig I von Nassau-Weilburg (1473-1523) (m. 1607).
  - 05 de Agosto - Laurentius Rhodomannus, Lorenz Rhodoman, filólogo alemão (m. 1606).
  - 10 de Agosto - Juliana, Condessa de Nassau-Dillenburg, (m. 1588).
  - 10 de Agosto - Pietro (1546-1547), também conhecido como Pedricco, filho de Cosimo I de' Medici, Grão Duque de Toscana (1519-1574) (m. 1547).
  - 31 de Agosto - Daniel Adam z Veleslavina, lexicógrafo, humanista, impressor e tradutor tcheco (m. 1599).
  - 31 de Agosto - Samuel Loyaerts , teólogo moralista flamengo  (m. 1614).
  - 11 de Setembro - Arild Huitfeldt, historiador dinamarquês (m. 1609). Arild Huitfeldt (1546-1609)

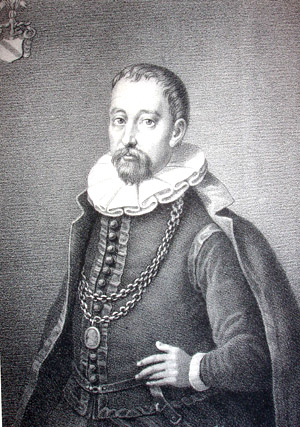
Arild Huitfeldt (1546-1609)

  - 13 de Setembro - Isabella Bendidio, Marquesa Bentivoglio, condessa e cantora italiana (m. 1610).
  - 14 de Setembro - Daniel Printz von Buchau, barão, diplomata e secretário de Rodolfo II (1552-1612) (m. 1608).
  - 30 de Setembro - Alberto, Príncipe Palatino, Albrecht, Prinz von Pfalz, filho de Frederico III, Eleitor Palatino (1515-1576) (m. 1547).
  - 05 de Outubro - Cyriacus Schneegaß, teólogo luterano e compositor alemão (m. 1597).
  - 05 de Outubro - Rudolphus Snellius, nome verdadeiro Rudolph Snel van Royen, linguista e matemático holandês (m. 1613).
  - 07 de Outubro - Dietrich von Fürstenberg, também conhecido como Theodor von Fürstenberg, Bispo de Paderborn (m. 1618).
  - 18 de Outubro - Giovanni Arascione, compositor e editor musical italiano (m. 1600).
  - 15 de Novembro - Martin Lang, pintor de vitrais, filho de Hyeronymus Lang, o Velho (c1520-c1582) (m. 1590).
  - 26 de Novembro - Johann Georg I. Conde de Solms-Laubach (m. 1600).
  - 30 de Novembro - Wolf Ernst zu Stolberg, conde e político alemão (m. 1606).
  - 14 de Dezembro - Tycho Brahe, médico, astrônomo e astrólogo da Dinamarca (m. 1601). Tycho Brahe (1546-1601)

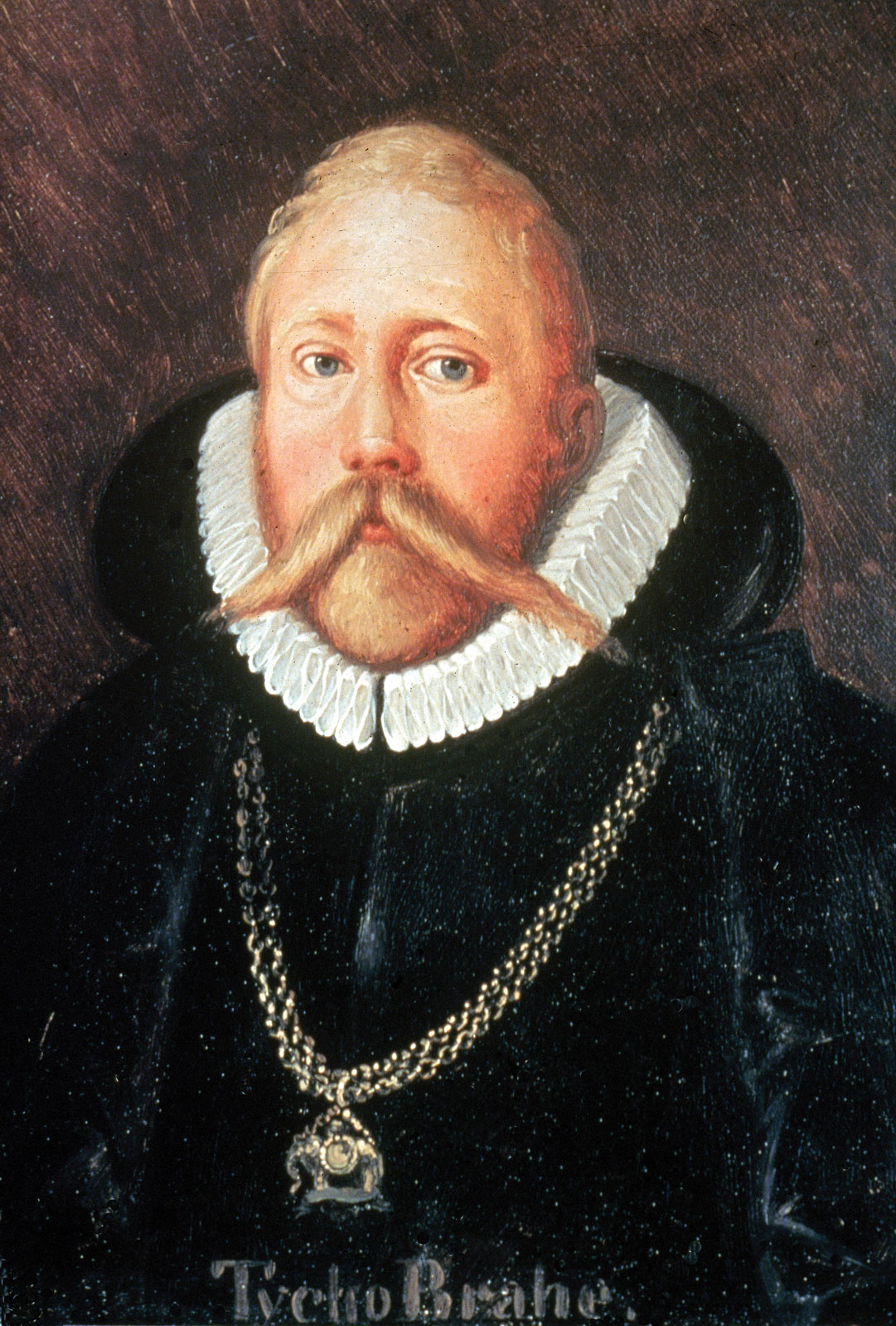
Tycho Brahe (1546-1601)

  - 22 de Dezembro - Kuroda Yoshitaka, daimyo japonês (m. 1604).
  - 31 de Dezembro - Ludwig, Conde de Oettingen, (m. 1548).
  - Joachim a Burck, compositor alemão (m. 1610).
  - Johann Fischart, erudito, poeta e escritor luterano alemão (m. 1591).
  - Levinus Hulsius, nome verdadeiro Levin Hulsius, publicista, impressor, linguista, lexicógrafo e fabricante flamengo de instrumentos científicos (m. 1606).
  - Peder Aagesen, filólogo dinamarquês (m. 1591).
  - Rodrigo de Castro, médico português, (m. c1628).
  - Urbanus Pierius, teólogo luterano alemão (m. 1616).

## Mortes
- - 04 de Janeiro - Camillo Boccaccino, pintor italiano (n. 1501). Camillo Boccaccino (1501-1546) - A Ressurreição de Lázaro

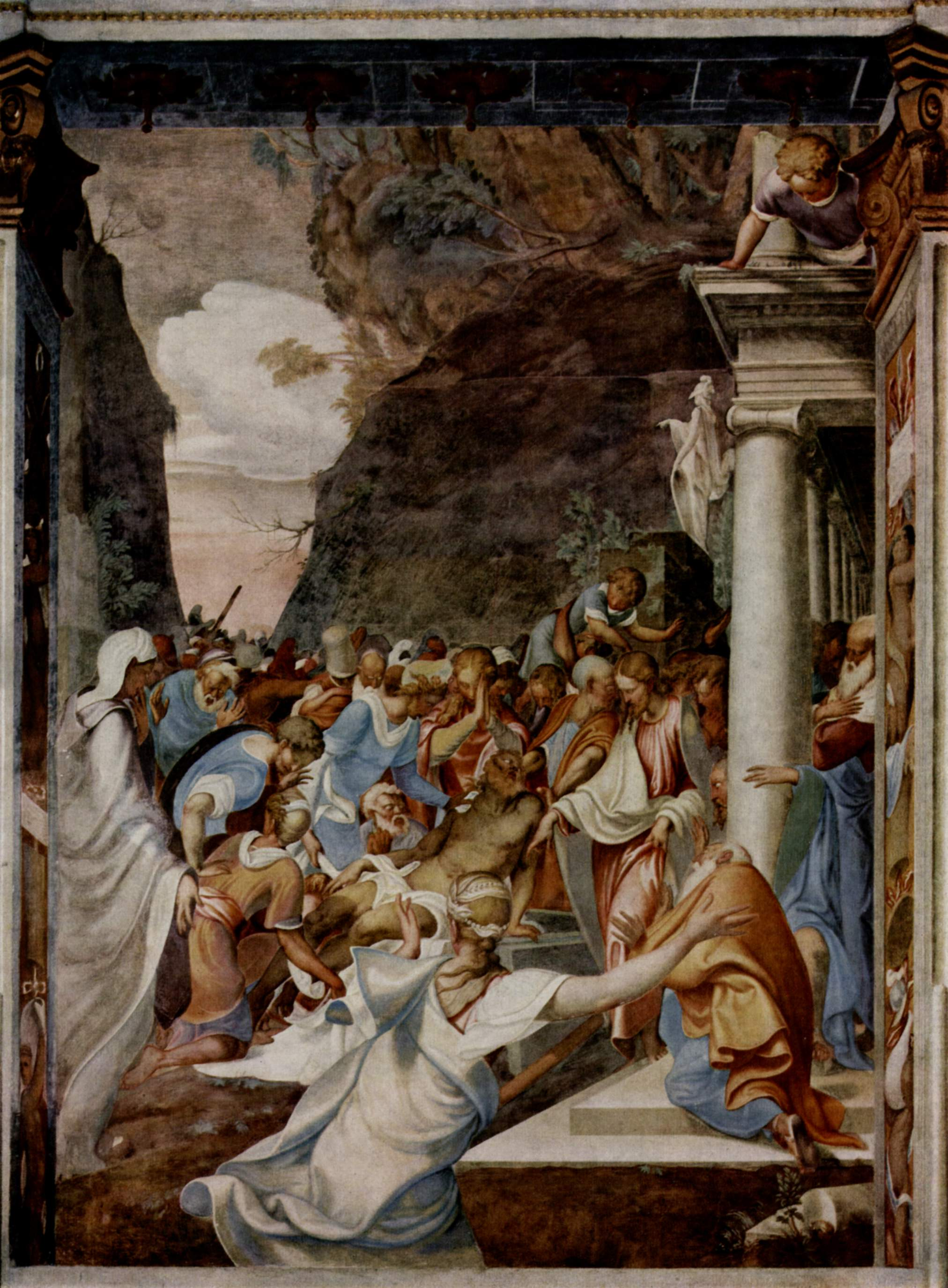
Camillo Boccaccino (1501-1546) - A Ressurreição de Lázaro

  - 06 de Janeiro - Kaspar Löner, teólogo luterano, compositor e reformador alemão (n. 1493).
  - 06 de Janeiro - Katharine, Condessa de Leiningen (n. 1489).
  - 11 de Janeiro - Ernesto, O Confessor, Ernst der Bekenner, Duque de Braunschweig-Lüneburg-Celle (n. 1497).
  - 19 de Janeiro - Jakob Edlibach, teólogo suíço católico (n. 1482).
  - 21 de Janeiro - Azai Sukemasa I, 浅井 亮政, samurai japonês (n. 1491).
  - 28 de Janeiro - Wolf von Schönberg, O Velho, comandante militar alemão (n. ?).
  - 31 de Janeiro - Gaudenzio Ferrari, pintor e escultor (n. 1475).
  - 14 de Fevereiro - Barbara, Condessa de Daun-Falkenstein (n. 1512).
  - 18 de Fevereiro - Martinho Lutero, reformador alemão (n. 1483). Martinho Lutero (1483-1546)

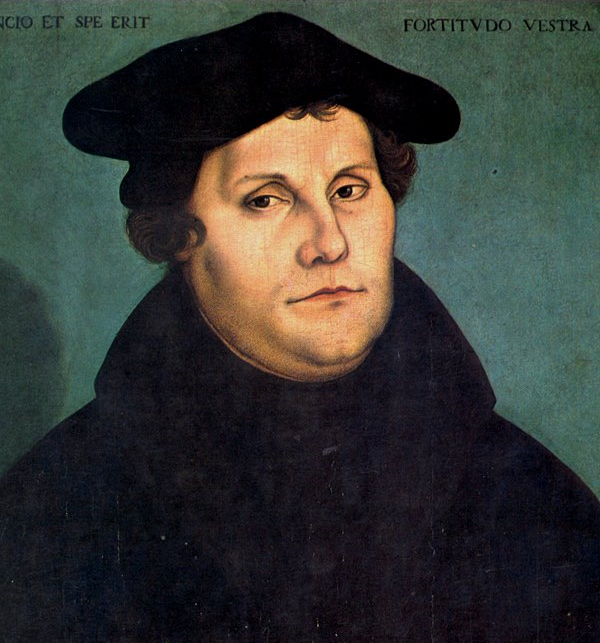
Martinho Lutero (1483-1546)

  - 29 de Fevereiro - Peter Quentell, livreiro alemão (n. ?).
  - 01 de Março - George Wishart, mártir e reformador escocês (n. 1513).
  - 10 de Março - Adrien Thiebault, dito Pickart, compositor francês (n. 1496).
  - 20 de Março - Thomas Elyot, humanista, erudito e diplomata inglês (n. 1490).
  - 25 de Março - Konrad Cordatus, Conrad Hertz, teólogo luterano, médico, humanista, botânico e poeta alemão (n. 1480).
  - 27 de Março - Juan Díaz, Ioannes Diasius, mártir, reformador, humanista, filólogo e protestante espanhol (n. 1510).
  - 27 de Março - Leonor de Castro Melo e Menezes, nobre portuguesa. (n. 1512)
  - 03 de Abril - Mikuláš Konáč z Hodiškova, editor, livreiro, e tradutor tcheco (n. 1480).
  - 07 de Abril - Fridericus Myconius, Friedrich Myconius, teólogo luterano, pregador e reformador alemão (n. 1490). Friedrich Myconius (1490-1546)

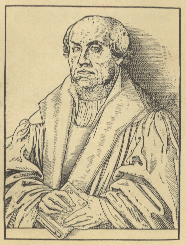
Friedrich Myconius (1490-1546)

  - 21 de Abril - García de Loaysa y Mendoza, inquisidor, cardeal, Bispo de Osma e arcebispo de Sevilha (n. 1479).
  - 06 de Maio - Benedetto degli Albizzi, poeta italiano (n. 1514).
  - 17 de Maio - Philipp von Hutten, conquistador da Venezuela (n. 1505).
  - 29 de Maio - David Beaton, Bispo de Mirepoix, Arcebispo de St.Andrews, cardeal, embaixador de Papa Paulo III na França (n. 1494).
  - 13 de Junho - Fridolin Sicher, organista e compositor suíço (n. 1490).
  - 04 de Julho - Barba Ruiva, corsário e paxá turco otomano (n. 1467).
  - 04 de Julho - Pietro Bonomo, Petrus Buonomo, humanista, e Bispo de Trieste e de Viena (n. 1458).
  - 05 de Julho - Wolfgang, Conde de Castell (n. 1481).
  - 08 de Julho - Stephan Roth, teólogo luterano, teólogo e educador alemão (n. 1492).
  - 16 de Julho - Anna Askew, mártir protestante inglesa (n. 1521).
  - 16 de Julho - Gallus Müller, teólogo católico alemão (n. 1490).
  - 18 de Julho - Wilhelm II, Conde de Renneberg (n. 1470).
  - 01 de Agosto - Erasmus Ritter, teólogo evangélico e reformador suíço (n. 1481).
  - 01 de Agosto - Peter Faber, teólogo francês e co-fundador da Companhia de Jesus (n. 1506).
  - 03 de Agosto - Antonio da Sangallo, O Jovem, arquiteto italiano (n. 1483).
  - 03 de Agosto - Étienne Dolet, humanista, filólogo, poeta, impressor, tradutor e livre-pensador (n. 1509).
  - 10 de Agosto - Fernando de Castro, segundo filho do vice-rei português D. João de Castro (1500-1548) (n. 1528).
  - 12 de Agosto - Francisco de Vitoria, teólogo dominicano espanhol (n. 1483).
  - 16 de Agosto - Giovanni Vincenzo Acquaviva d'Aragona, Prefeito do Castelo de Sant'Angelo, Roma, e Bispo de Melfi (n. 1490).
  - 03 de Setembro - Petru IV Rareş, Voivoda da Moldávia (n. 1487).
  - 06 de Setembro - Hans Kleberger, administrador alemão (n. 1486).
  - 10 de Setembro - Francisco de Almeida II, fidalgo português, filho de Francisco de Almeida, primeiro vice-rei das Índias Portuguesas (?-1510) (n. ?).
  - 21 de Setembro - Pankratius Klemme, teólogo evangélico e reformador alemão (n. 1475).
  - 28 de Setembro - Marino Grimani, cardeal italiano e patriarca de Aquileia (n. 1488).
  - 06 de Outubro - Pierre Leclerc, religioso francês (n. ?).
  - 14 de Outubro - Johann Magenbuch, médico alemão e médico particular do Landgrave Philipp I. von Hessen (1504–1567) (n. 1487).
  - 23 de Outubro - Peter Flötner, medalhista, artesão, escultor e projetista alemão (n. 1490).
  - 28 de Outubro - James Butler, 9o Conde de Ormonde (n. 1496).
  - 01 de Novembro - Giulio Romano, pintor e arquiteto italiano (n. 1499).
  - 02 de Novembro - Klare, Condessa de Fürstenberg (n. 1527).
  - 03 de Novembro - Mikolaj Radziwill, príncipe e Bispo de Semigallia (n. ?).
  - 07 de Novembro - Konrad Lagus, jurista alemão (n. 1490).
  - 26 de Dezembro - Barnabas Bürki, beneditino e teólogo católico alemão (n. 1473).
  - 27 de Dezembro - Johann Schnabel, teólogo evangélico e reformador alemão (n. ?).